# Три крајпуташа Ивановићима у Доњим Бранетићима
Три крајпуташа Ивановићима у Доњим Бранетићима (општина Горњи Милановац) налазе се на улазу у варошицу села Доњи Бранетићи. Подигнути су војницима из фамилије Ивановић: Живојину и рођеној браћи Драгомиру и Чедомиру, који су изгубили животе у Првом светском рату 1914. године.

## Опис
По облику, материјалу и стилским карактеристикама крајпуташи имају све типичне одлике каменореза таковског краја с почетка 20. века. Прва два, израђена од бранетићког камена из мајдана Врановица некада су имала покривке у виду карактеристичне „капе”. Трећи споменик разликује се по форми и материјалу − заобљеног је врха, израђен од пешчара из „Рајковог рида” у Такову. Релативно добро су очувани, оштећених полеђина и прекривени лишајем. На сва три споменика епитафи су уклесани у правоугаона удубљења надвишена крстовима. Окренути су на северозапад, ка путу, како би пролазнике опоменули на трагичну судбину ових ратника који „одоше из куће 1912. г. и више у кућу не дођоше никад, а гроба им се не зна...”.

### Споменик Живојину Ивановићу
Подигнут је у спомен војнику Живојину Ивановићу који је изгубио живот у бици на Космају 1914. године. Димензије стуба износе 145х31х22 cm, са испупчењем у врху за покривку у виду карактеристичне „капе”. На предњој страни, испод тролисног крста уклесан је текст епитафа. Полеђина споменика је празна. На левој бочној страни приказана је пушка са бајонетом, а на супротном боку уклесан наставак натписа.
Текст епитафа гласи:
ОВАЈ СПОМЕН ПОКАЗУЈЕ ВОЈНИКА ЖИВОЈИНА ИВАНОВИЋА III ЧЕТЕ Х ПУКА
ПОГИБЕ НА КОСМАЈУ ... 1914. Г.
Наставља се на десној бочној страни: 
ОВАЈ СПОМЕН ПОДИЖЕ ЖЕНА МИЛИНКА И СИН ЖИВОРАД 1916. Г.

### Споменик Драгомиру Ивановићу
Крајпуташ је подигнут у спомен војнику Драгомиру Ивановићу који је изгубио живот у бици на Мачковом камену 1914. године. Стуб је димензија 118х32х21 cm, са испупчењем у врху за покривку. На предњој страни уклесани су крст и натпис. На левом боку је приказана пушка са бајонетом, док је десни празан. На полеђини споменика су наставак текста, орнамент и потпис каменоресца: „ИЗРАДИО ЖИВАН ЈОВАНОВИЋ”.
Натпис на предњој страни споменика гласи:
ОВАЈ СПОМЕН ПОКАЗУЈЕ ВОЈНИКА ДРАГОМИРА ИВАНОВИЋА III ЧЕТЕ I БАТАЉОНА 5. ПРЕКОБРОЈНОГ ПУКА
ЖИВИ 32. Г. А ПОГИБЕ У РАТУ НА МАЧКОВУ КАМЕНУ 12. СЕП 1914. Г.
Наставља се на полеђини споменика:
ОВАЈ СПОМЕН ДИЖЕ МУ ЈАНА И КЋЕР КОСАНА 1915.

### Споменик Чедомиру Ивановићу
Крајњи стуб је најнижи, димензија 115х30х16 cm, заобљеног врха и искошен у десну страну. Подигнут је у спомен Чедомиру Ивановићу који је изгубио живот у бици на Мачковом камену 1914. године. На предњој страни су урезани су крст и натпис. Десни бок је празан, док је на левом целом висином уклесан декоративни крстолики орнамент. Полеђина споменика је оштећена у великој мери.
Натпис на предњој страни споменика гласи:
ОВАЈ СПОМЕН ВОЈНИКА II ЧЕТЕ БАТ 5 ПРЕКОБРОЈНОГ ПУКА
ДРАГОМИРА ИВАНОВИЋ ИЗ Г. БРАНЕТИЋА ЖИВИ 27 Г
ПОГИБЕ НА РАТУ У МАЧКОВУ КАМЕНУ 11. СЕПТ 1914. Г.